# Chéserex
Chéserex ist eine politische Gemeinde im Distrikt Nyon des Kantons Waadt in der Schweiz.

## Geographie
Chéserex liegt auf 530 m ü. M., 5 km westnordwestlich des Bezirkshauptortes Nyon (Luftlinie). Das Dorf erstreckt sich auf dem leicht nach Südosten geneigten Plateau am Jurasüdfuss, am Fuss der La Dôle, in aussichtsreicher Lage rund 150 m über dem Seespiegel des Genfersees.
Die Fläche des 10,6 km² grossen Gemeindegebiets umfasst einen Abschnitt des Jurafusses und des Jurasüdhangs. Der Gemeindeboden erstreckt sich von der Flur En Caudray nach Nordwesten den leicht geneigten Hang hinauf über das Dorf Chéserex und den Golfplatz von Bonmont. Daran schliesst sich im Nordwesten der dicht bewaldete Steilhang der La Dôle an. Die Grande Côte de Bonmont und der Bois des Balandes Dessous sind das Quellgebiet des Flüsschens Asse. Im äussersten Westen reicht das Gebiet über die Höhe von La Barillette (bis 1510 m ü. M.) und die Mulde beim Chalet de la Dôle bis auf die Pointe de Poêle Chaud (1628 m ü. M.) und den Gipfel der La Dôle (mit 1677 m ü. M. höchster Punkt von Chéserex). Auf der Höhe der La Dôle findet man typische Karsterscheinungen wie beispielsweise Dolinen und Karrenfelder. Hier befinden sich ausgedehnte Jurahochweiden mit den typischen mächtigen Fichten, die entweder einzeln oder in Gruppen stehen. Von der Gemeindefläche entfielen 1997 8 % auf Siedlungen, 52 % auf Wald und Gehölze, 38 % auf Landwirtschaft und rund 2 % war unproduktives Land.
Zu Chéserex gehören die Chaletsiedlung La Florettaz (643 m ü. M.), die Weiler Le Crêt (597 m ü. M.) und Bonmont (597 m ü. M.), alle am Südostfuss der La Dôle gelegen, sowie einige Einzelhöfe. Die Nachbargemeinden von Chéserex sind im Westen La Rippe, im Südsüdwesten Crassier, im Süden Borex, im Südosten Grens und im Osten und Norden Gingins.

## Bevölkerung
Mit 1276 Einwohnern (Stand 31. Dezember 2023) gehört Chéserex zu den mittelgrossen Gemeinden des Kantons Waadt. Von den Bewohnern sind 79,4 % französischsprachig, 8,0 % deutschsprachig und 6,6 % englischsprachig (Stand 2000). Die Bevölkerungszahl von Chéserex belief sich 1850 auf 218 Einwohner, 1900 auf 219Einwohner. Nach 1970 (281 Einwohner) setzte eine rasante Bevölkerungszunahme mit einer Vervierfachung der Einwohnerzahl innerhalb von 30 Jahren ein.

## Wirtschaft
Chéserex war bis in die zweite Hälfte des 20. Jahrhunderts ein hauptsächlich durch die Landwirtschaft geprägtes Dorf. Dank der fruchtbaren Böden überwiegt der Ackerbau, in den höheren Lagen dominiert Viehzucht und Milchwirtschaft. Auch die Forstwirtschaft hat infolge des grossen Waldanteils der Gemeinde eine gewisse Bedeutung. Weitere Arbeitsplätze sind im lokalen Kleingewerbe und im Dienstleistungssektor vorhanden. In den letzten Jahrzehnten hat sich Chéserex zu einer Wohngemeinde entwickelt. Zahlreiche Erwerbstätige sind Wegpendler, die vor allem in Nyon und in Genf arbeiten.
Dank den Steuereinnahmen des Personaldienstleistungskonzerns Adecco, der seinen statutarischen Holdingsitz in Chéserex hat, ist Chéserex an den Bundessteuereinnahmen pro Einwohner gemessen die mit Abstand reichste Gemeinde der Schweiz. Der Gründer von Adecco, Henri-Ferdinand Lavanchy, stammte aus Chéserex und lebte bis zu seinem Tod 2012 in einem grossen Anwesen im Dorf.

## Freizeit
1989 wurde in Chéserex ein neues Sportzentrum eröffnet. Im Bereich von Bonmont befindet sich ein Golfplatz.

## Verkehr
Die Gemeinde liegt zwar abseits grösserer Durchgangsstrassen, ist aber von Nyon gut erreichbar. Der Autobahnanschluss Nyon an der A1 (Genf-Lausanne) ist nur rund 3 km vom Dorf entfernt. Durch den Postautokurs, der von Nyon nach Gingins verkehrt, ist Chéserex an das Netz des öffentlichen Verkehrs angebunden.

## Geschichte
Das Gemeindegebiet von Chéserex war schon sehr früh besiedelt, was die Funde von Überresten einer Römersiedlung, einer frühmittelalterlichen Nekropole und einer 1093 erwähnten Kapelle bezeugen. Die erste urkundliche Erwähnung des Ortes erfolgte 1025 unter dem Namen Chiseras, weitere Bezeichnungen waren Chiseracum, Chesarium (1164) und Chasarais.
Chéserex gehörte zunächst der Abtei Saint-Maurice. Nach 1025 ging der Ort an den Abt von Cluny über, später an den Abt Bernhard von Clairvaux. Dieser schenkte Chéserex um 1150 den Mönchen der Zisterzienserabtei Bonmont. Die Steuern im Dorf wurden von der Abtei und teilweise von den Herren von Gingins eingetrieben.
Mit der Eroberung der Waadt durch Bern im Jahr 1536 kam Chéserex unter die Verwaltung der Kastlanei Gingins in der Landvogtei Nyon und 1711 an die Vogtei Bonmont. Nach dem Zusammenbruch des Ancien Régime gehörte das Dorf von 1798 bis 1803 während der Helvetik zum Kanton Léman, der anschliessend mit der Inkraftsetzung der Mediationsverfassung im Kanton Waadt aufging. 1798 wurde Chéserex dem Bezirk Nyon zugeteilt. Der ehemals zu Chéserex gehörende, im Südwesten des Dorfes liegende Weiler Tranchepied wurde 1826 der Gemeinde La Rippe zugeschlagen.

## Sehenswürdigkeiten
Im alten Ortskern von Chéserex sind einige Bürger- und Bauernhäuser aus dem 17. bis 19. Jahrhundert erhalten. Das Schloss von Chéserex wurde 1668 erbaut und gehörte bis 1880 der Familie Rochemondet. Chéserex besitzt keine eigene Kirche, es gehört zur Pfarrei Gingins. Von der mittelalterlichen Burg Coudray sind keine Reste vorhanden.
Siehe auch: Bonmont